# 童善长
童善长，1745年-1817年，大清乾嘉年间药材商人，首创童涵春堂国药号，现为上海童涵春堂药业股份有限公司，是上海历史最久、规模最大的国药店。浙江鄞县人。

## 生平
字在元，生于浙江鄞县童家，今宁波市江北区庄桥街道，是当地首富之家。远祖童朝阳，居奉化，于北宋年间举家移居鄞县庄桥童氏镇。大清乾隆十年（1745年），童善长出生，乳名在三，是童朝阳二十七世孙。
童善长早年在宁波经营药材、土产、南北货、木材等买卖。后赴上海，在上海县城小东门（即原上海县城宝带门瓮城）外的里咸瓜街（即今上海方浜中路宝带弄口）开办恒泰药行，自此专营中药材批发、买卖生意，还远到四川等地进货。
于大清乾隆四十八年(1783年)三十八岁时，在上海创办童涵春堂国药号，始创于十六铺码头，今位于黄浦区（今有上海童涵春堂中药博物馆以示纪念）。首创“太乙保珍膏”，专治跌打损伤，颇受上海劳工阶层的欢迎，为一时畅销之名药，此药膏在其长子童蕙楼改良后重新命名作“童蕙楼红布膏药”，并有印戳“上洋童蕙楼监制”，颇为夺目，直到1949年还能在市面上见到，此为中国历史上历时最久的中药专门商标。
大清嘉庆二十二年(1817年)，久病医治无效，在上海逝世，享年72岁。

## 后人
- 长子童蕙楼，任掌店（相当于今董事长）
- 三子童寄霞，任经理（第二任）
  - 孙童小霞，在父童寄霞之后任经理（第三任）[2]

第四任经理童绳霞，第六任经理童广甫。1932年改制，董事会成员包括孙衡甫、徐炳晖、孔慎甫、俞佐廷、陈楚湘。